# Bogosia bequaerti
Bogosia bequaerti är en tvåvingeart som beskrevs av Villeneuve 1913. Bogosia bequaerti ingår i släktet Bogosia och familjen parasitflugor. Inga underarter finns listade i Catalogue of Life.